# الجمالاب
تقع بلدة الجمالاب شرق النيل الأبيض ، في ولاية النيل الأبيض وتبعد حوالي 113 كلم جنوب العاصمة المثلثة وتمتد شرقاً حتى نعيمة ويفصل بينها وبين القراصة شمالاً مزارع الخضروات ومقبرة، وبينها وبين ود شلعي جنوباً بعض المزارع .
تحنوي على مناطق خلابه وتعتبر منطقة سياحية من الفئة الأولى

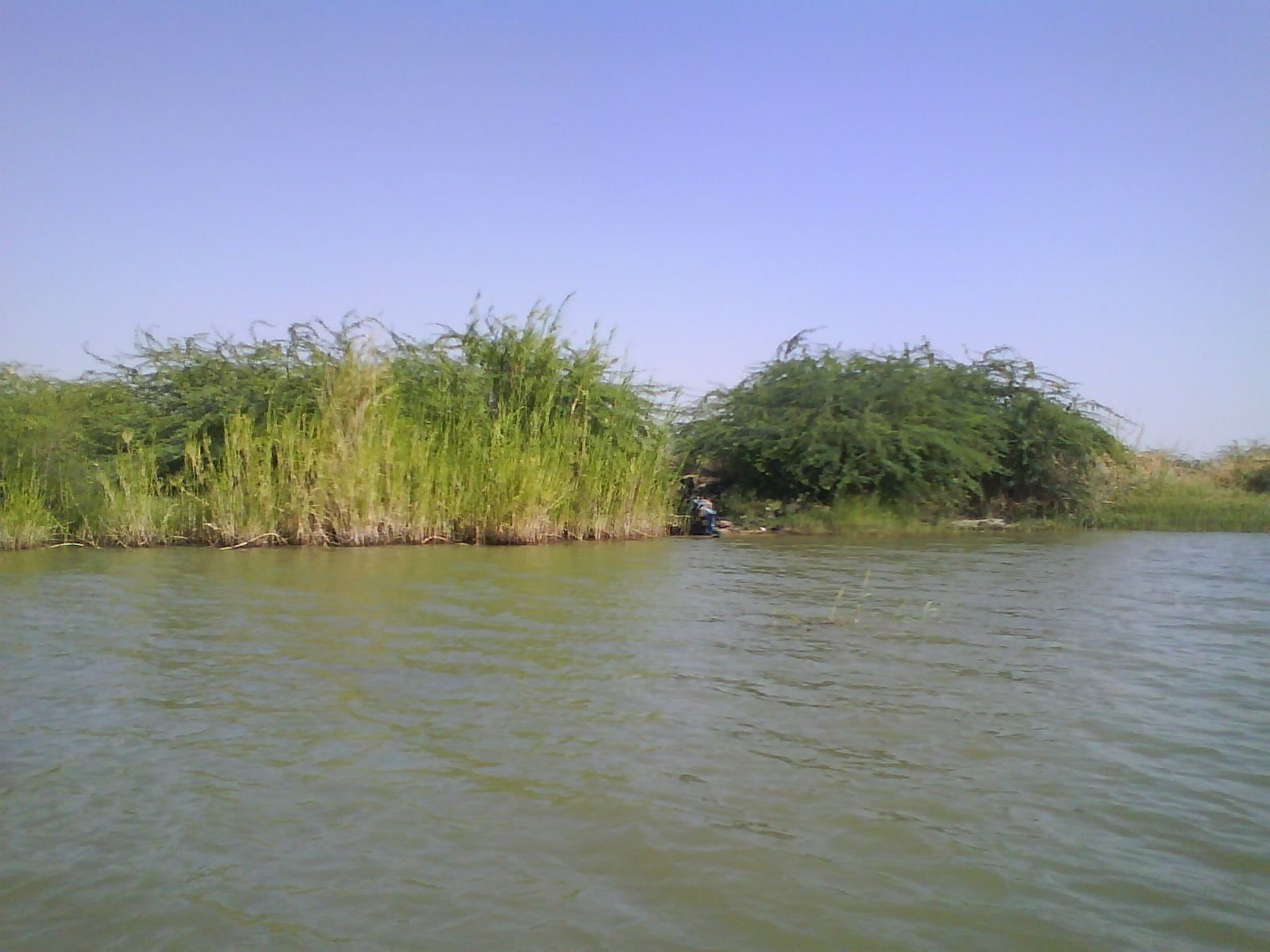
تعليق

## سبب التسمية
يعود إلى محمد الجمّال بطن من الحسانية الكواهلة، ويتفرع سكانها من ثلاثة أفخاذ لجمال وهم قليع وحميد وعبيد، نسل منهم عشرة آلاف ونيف ممن يقيمون الآن بحاضرة الجمّالأب.
يبلغ سكان الجمالاب حوالي 10 آلف نسمة بناءً على إحصائية 2010 للتعداد السكاني وهي تعتبر الأكثر سكانا من بين القرى المجاورة لها، وحاليا تعتبر معظم الخدمات متوفرة بها من كهرباء ومياه وتعليم واتصالات، ولم تتأثر كثيرا بهجرة أبناءها للعمل داخل السودان وفي الخارج.

## التعليم
الجمالاب بها ثلاث مدارس أساس بنين واساس بنات واساس مختلطة -قيد التشييد- وثانويه مشتركة وكلية تنمية المجتمع التابعة لجامعة بخت الرضا ويدرس في الجامعات نسبة مقدرة من شباب وشابات الجمالاب ترتفع نسبة التعليم في الجمالاب مقارنة بالمؤشر العام للتعليم في السودان .
ونسبة الأمية فيها منخفضة نتيجة لحملات محو الأمية .
برز في المجال التعليمي أشخاص عدة في مجال العلوم والزراعة والطب وغيرهم.

## النشاط الإقتصادي
1. الزراعة المروية من النيل الأبيض حيث توجد بيارة لمشروع الجمالاب أسسها السيد عبد الله الفاضل وبيارة أخرى في شمال البلدة تروي مشروع الفطيسة ـ السعادة ـ ويقع شرقي البلدة تماساً مع بيوتها، مشروع زراعي به ستة وثلاثون مزرعة فلاحية صغيرة تعرف محليا (بالحواشة) .
2. صيد الأسماك .
3. تحويلات العاملين داخل وخارج السودان نتيجة للهجرات والاغتراب .
4. السوق العربي ( من تجارة الذهب وغيرة).

## أحياء الجمالاب
| - ابرول - المطمر - الهبكة - الفلوجة | - القليعاب(المسجد العتيق) - الشجر - الكرتون(الإنقاذ) - طيبة |

- الشختور

## الاماكن الدينية
| - المسجد العتيق(خلوة الفكي عبد الرحيم) - مسجد فكي محمد - مسجد طيبة(الخليفة حسب الرسول) | - مسجد وخلوة الشيخ الطيب - مسجد المطمر(الشيخ عثمان) - مسجد الهبكة |

## الانشطة الرياضية
يمثل الجمالاب في الدوري المحلي لمحلية القطينة نادي الشعلة(تأسس 1962)ويلعب في الدرجة الأولى ويعد من أميز الفرق على مستوى المحلية وقد لعب عدة مرات في تصفيات كاس السودان ومثل المحلية في مؤسم 2009-2010 كما تنتشر عدة فرق على مستوى الأحياء وتقام منافسة سنوية بينها وبها فريق النيازك والهدف والنيل والفرسان والزمالك.

## روابط خارجية
منتدى شباب الجمالاب
1. رابطة طلاب وخريجي الجامعات والمعاهد العليا بالجمالاب